# مجلس الشعب الصومالي
مجلس الشعب الصومالي (بالصومالية: Golaha Shacabka)‏ هو المجلس الأدنى في البرلمان الفيدرالي الصومالي.

## خلفية تاريخية
أُنشئ مجلس الشعب الصومالي عام 2012، كجزء البرلمان الاتحادي الذي أنشئ في ذلك الوقت.

## النظام الانتخابي

### نظريا
يتم انتخاب أعضاء مجلس الشعب بالاقتراع العام المباشر اقتراعا سريا حسب الدستور.

### تطبيقيا
خلال انتخابات 2016 [الإنجليزية] و2021-2022 [الإنجليزية]، انتُخب أعضاء مجلس الشعب البالغ عددهم 275 عضوا من قبل مناديب من المجتمع ومن مختلف مناطق البلاد وصل عددهم إلى 14025. ويرشح 135 شيخا من شيوخ العشائر هيئة انتخابية مكونة من 51 شخصاً 16 سيدة و10 من الرجال والباقي 25 عضوًا من المجتمع المدني.، وينص الدستور على أن تكون حصة النساء في البرلمان 30%.